# Herjulf Carl Georg Jørgensen
Herjulf Carl Georg Jørgensen (* 10. September 1856 in Nuuk; † 7. Juni 1911 in Randers) war ein dänischer Kaufmann und kommissarischer Inspektor in Grönland.

## Leben
Herjulf Carl Georg Jørgensen war der Sohn des Missionars und Seminariumslehrers Haldor Ferdinand Jørgensen (1831–1904) und seiner Frau Ida Emilie Augusta Preisler (1837–1906). Sein Großvater war der Politiker Otto Jørgensen (1808–1858). Kurz nach seiner Konfirmation begann er eine Lehre in der Landwirtschaft und diente anschließend ab 1877 als Hofverwalter auf dem Vindum Overgård bei Vindum, Nørlund bei Haverslev und Christianslund bei Værum. Aus Unzufriedenheit bewarb er sich bei Den Kongelige Grønlandske Handel und wurde am 1. März 1884 angestellt. Am 7. Mai heiratete er in Roskilde Mine Pouline Andrea Bach (1859–?), Tochter des Zollbeamten Rasmus Bach und seiner Frau Jensine Klottrup.
Im Sommer wurde er schließlich als Volontär nach Upernavik gesandt. Am 14. Januar 1886 wurde er dort als Handelsassistent angestellt. Im selben Jahr wurde er als kommissarischer Kolonialverwalter in Qeqertarsuaq eingesetzt. Erst am 9. Februar 1893 wurde er festangestellt. Kurz darauf erhielt er ein Jahr Heimaturlaub und wurde nach seiner Rückkehr 1894 Kolonialverwalter in Nuuk. Von 1897 bis 1898 war er anstelle des heimgekehrten Edgar Christian Fencker kommissarisch Inspektor von Südgrönland, bis Regnar Stephensen ihn ablöste. 1899 wurde er nach Sisimiut versetzt. Nach einem Jahr Heimaturlaub wurde er 1902 Kolonialverwalter in Qaqortoq. 1907 kehrte er erneut mit Urlaub nach Dänemark zurück und blieb dort bis 1910. Nach seiner Rückkehr wurde er 1910 wieder zum Kolonialverwalter in Sisimiut ernannt, aber im Folgejahr pensioniert. Er starb nur kurz darauf im Alter von 54 Jahren.